# Feliu Gasull i Altisent
Feliu Gasull i Altisent (Barcelone, 1959) est un guitariste et un compositeur catalan.

## Biographie
Il a étudié au Conservatoire de musique de Genève et à l'Université d'Indiana. Il a collaboré de manière étroite avec l'Orchestre de Chambre du Théâtre Lliure (en). En 1991, il a reçu le Premi Ciutat de Barcelona. Actuellement il est professeur de musique de chambre du Département Classique et Contemporain de l'École supérieure de musique de Catalogne (ESMUC). C'est une figure de premier plan de la guitare catalane.

## Œuvres
- Suite de Santa Fe (1995)
- Concert per a orquestra (2003)
- La casa entre les flors (2002), texte du poète Enric Casasses
- La tonalitat de l'infinit (2005), texte du poète Enric Casasses